# Boston Review
Die Boston Review ist eine US-amerikanische Zeitschrift für Politik und Literatur, hierbei insbesondere Lyrik. Ihr Chefredakteur ist Joshua Cohen, seine Stellvertreterin ist Deborah Chasman, und der Pulitzer-Preisträger Junot Díaz ist als Literaturredakteur. Die Zeitschrift wird vom Verlag Boston Critic herausgegeben und hat ihr Büro in Somerville, Massachusetts, einem Vorort von Boston.
1975 gegründet, fing die Boston Review als Literatur- und Kunstzeitschrift an. In den neunziger Jahren erweiterte sie ihren Fokus und sich nunmehr deutlich auf Politik konzentriert. Sie ist bekannt für ihre politischen Debatten zwischen Akademikern und Intellektuellen und ihre Prosa- und Lyrikwettbewerbe. In erster Linie an intellektueller Diskussion interessiert, hat sie keine eindeutige politische Ausrichtung.

## Zusammenarbeit
Die Zeitschrift veröffentlicht auch Bücher. Sie erscheinen als Boston Review Books bei MIT Press, dem Verlag des Massachusetts Institute of Technology.

## Berühmte Autoren  (Auswahl)
| - Bruce A. Ackerman (* 1943) - John Ashbery (1927–2017) - Saul Bellow (1915–2005) - Seyla Benhabib (* 1950) - John Berger (1926–2017) - Jagdish Bhagwati (* 1934) - Joe Biden (* 1942) - Hans Blix (* 1928) - Roberto Bolaño (1953–2003) - Aimé Césaire (1913–2008) - Noam Chomsky (* 1928) | - Paul Collier (* 1949) - Robert Frank (1924–2019) - John Kenneth Galbraith (1908–2006) - Akbar Gandschi (* 1960) - Paul Krugman (* 1953) - Jhumpa Lahiri (* 1967) - Luis Moreno Ocampo (* 1952) - Martha Nussbaum (* 1947) - Grace Paley (1922–2007) - John Rawls (1921–2002) - Adrienne Rich (1929–2012) | - Charles Simic (1938–2023) - Susan Sontag (1933–2004) - Richard Stallman (* 1953) - Nicholas Stern (* 1946) - Charles Tilly (1929–2008) - John Updike (1932–2009) - Hal Varian (* 1947) - Eliot Weinberger (* 1949) - Stephen M. Walt (* 1955) - Howard Zinn (1922–2010) - Yanis Varoufakis (* 1961) |